# Астрапии
Астрапии (лат. Astrapia) — род птиц из семейства райских птиц. Эти птицы распространены в Новой Гвинее. У всех пяти видов самки внешне отличаются от самцов и поэтому они, вероятнее всего, полигинийные. На протяжении сотен лет люди охотились на птиц этого рода из-за их длинных и красивых перьев, которые используются при изготовлении нарядов для различных обрядов местными племенами. На протяжении с 1880-х по XX в. были убиты миллионы птиц для получения этих перьев.

## Состав рода
Международный союз орнитологов относит к роду 5 видов:
- Astrapia nigra (Gmelin, 1788) — Черногорлая астрапия
- Astrapia splendidissima Rothschild, 1895 — Великолепная астрапия
- Astrapia mayeri Stonor, 1939 — Астрапия
- Astrapia stephaniae (Finsch & A.B. Meyer, 1886) — Астрапия принцессы Стефании
- Astrapia rothschildi Foerster, 1906 — Синегрудая астрапия